# Франсис Лејн
Франсис Адонајџа Лејн (енгл. Francis Adonijah Lane; 23. септембар 1878 — 17. фебруар 1927) је амерички атлетичар учесник првих Олимпијских игара 1896. у Атини.
На Олимпијске игре је допутовао са још три друга са Принстон универзитета Албертом Тајлером, Хербертом Џејмисоном и Робертом Гаретом, који је сносио трошкове Олимпијских игара за сву четворицу.
Амерички студент Френсис Лејн је 6. априла 1896. пред 60.000 гледалаца у Атини победио у првој квалификационој трци дисциплине 100 метара постигавши резултат 12,2 секунде. У финалу 10. априла он је заједно са мађарским атлетичарем Алајошем Сокољем поделио треће место са 12,6 секунди. Победник је био Американац Том Берк 12,0, а другопласирани Фриц Хофман из Немачке 12,2 секунде. Олимпијски победници су на овим играма добијали сребрну медаљу, маслинову гранчицу и диплому, другопласирани бронзану медаљу, ловорову грану и диплому, а трећепласирани ништа.